# الهادي فليسي
الهادي فليسي (12 نوفمبر 1937 القصبة – 17 مارس 1993 القصبة) هُو كاتب وقاصّ وشاعر وروائي ومسرحي وطبيب أطفال جزائري، ينتمي إلى الجيل الثّاني من الكتاب الجزائريين باللغة الفرنسية.

## العائلة والنشأة
بوعلام فليسي، والد الهادي وابن عبد القادر وباية ديب، ولد في 28 فبراير 1899 بالجزائر العاصمة وتوفي في 26 فبراير 1988. تاجر خضار بسوق نلسون بقصبة الجزائر وأمين سابق لخزينة جمعية العلماء المسلمين الجزائريين (برئاسة الشيخ عبد الحميد بن باديس )، تزوج من لعلجة الجوهري، وهي في الأصل من منطقة القبائل الصغرى، وهي الأكبر بين سبعة أولاد ذكور.
تمامًا مثل إخوته وأخواته الثمانية، الذين كان السادس منهم، كان الهادي مشبعًا في وقت مبكر جدًا بسحر شوارع القصبة. كان الهادي طالبًا عاديًا إلى حد ما، لأنه كان غير مهتم تمامًا بالمدرسة، حتى بلغ الثالثة عشرة من عمره، قضى معظم وقته في اللعب «الرولما»، والتجول في شوارع القصبة. فضولي ومليء بالحياة، مع كونه متحفظًا وخجولًا، كان الهادي طفلًا محببًا وحساسًا ومهتمًا، وهي صفات عرف كيف يحافظ عليها ويثريها طوال حياته.
منذ صغره، كان الهادي قريبًا جدًا ومتأثرًا بأخيه الأكبر محمد، المولود 28 مارس 1925، والمتوفي في 3 يونيو 1991، بعد صراع طويل مع المرض. كان مدرساً ثم مفتشاً، وعضواً مؤسساً للاتحاد العام للعمال الجزائريين الذي تأسس في 24 فبراير 1956 ضمن حركة جبهة التحرير الوطني الجزائرية. أمين صندوق الاتحاد العام للعمال الجزائريين ثم منسقه أثناء اعتقال أمينه العام حسان بورويبة، والذي اعتقلته بدوره السلطات الفرنسية في 30 يونيو 1956 بالقرب من مسجد كتشاوة في قصبة الجزائر العاصمة، وحكم عليه بالإعدام، وهي إدانة لم تنفذ، لأنه تظاهر بأنه غير متوازن عقليا. مؤيد مخلص لجبهة التحرير الوطني، وعضو في اللجنة المركزية لجبهة التحرير الوطني، ومفوض الحزب السابق في باريس من 1978 إلى 1983، ثم في مستغانم من 1984 حتى وفاته، اختار محمد مواصلة مسيرته داخل الحزب الواحد، بينما قرر الهادي تركه في عام 1964.

## التعليم
درس الهادي فليسي في الجزائر العاصمة. وفي 6 يونيو 1952 حصل على شهادة الدراسة الابتدائية الصادرة عن مدرسة مجموعة غامبيتا، كذلك شهادته الرياضية المدرسية للتعليم الابتدائي، في 20 يونيو من نفس العام. كان الهادي صغيرًا جدًا، وكان حينها طالبًا في مدرسة السروي، شارع مونبنسير، بالقرب من قصبة الجزائر العاصمة، وكان لديه اهتمامات أخرى غير الذهاب إلى المدرسة، مثل الالتزام الكامل بالنضال من أجل التحرير الوطني. قد قال ساخرا « ذهبت إلى المدرسة فقط في بداية العام». ولذلك انتهى الأمر بالهادي إلى انقطاع دراسته في عام 1954 ليصبح ناشطًا، في البداية، ضمن اتحاد الشباب الديمقراطي الجزائري (UJDA)، الذي كان مقره في 8 شارع باب عزون. وفي نفس الوقت التحق بفرع الشباب الشيوعي وكذلك الحركة الصحفية الجزائر الجمهورية. وبعد سجنه عام 1956 في سجن بربروس ( سركاجي حاليا)، قرر أن يبدأ دراسة الطب، قبل أن ينقطع عنها لمدة عام، من عام 1962 إلى عام 1963. وعمل خلال هذا العام مستشارًا لأحمد قايد.

## المسرح
قضى الهادي، البالغ من العمر 17 عامًا تقريبًا، وقته في كتابة المسرحيات التي قدمها أصدقاؤه، دون اقتناع كبير. بالنسبة لهم، كانت مجرد لعبة، ولحظات من الضحك والفرح شاركوها في ساحة مونتبنسير. كان "الهادي" يدور حول الترجمة الفورية والإيماءات، على الرغم من أنه لم تطأ قدمه المسرح من قبل. وبعد سنوات قليلة، كتب الهادي عدداً من المسرحيات، أخرجها وأداها. وكان عضوًا في لجنة تحكيم المهرجان الوطني الأول للمسرح المهني من 26 سبتمبر 1985 بالمسرح الوطني الجزائري. عرف الهادي كيف يعيش شغفه حتى النهاية، بموهبة عظيمة ونجاح لا يمكن إنكاره. " لقد اكتشفت أنا وزملائي في مدرسة السروي كل قيم وعواطف الشباب بفضل الهادي فليسي. الشعر والموسيقى الشعبية والمسرح والملاكمة والسياسة والوطنية ، له ندين بالتزاماتنا الأولى » يشهد علي مبطوش، صديق عمره. شغوفًا بالرياضة، احتلت كرة القدم مكانًا كبيرًا في قلبه وعلى رأس قلمه. بالنسبة له، كان هذا الانضباط بمثابة استمرار لثورة الشعب الجزائري ضد القمع والحقرة، التي جرت على العشب، حول كرة وليس تحت الأضواء وقسوة الشارع. كان انتصار مولودية الجزائر على الأندية الفرنسية بمثابة انتصار رمزي لشعب مقموع ضد الغول المستعمر. وكانت الملاكمة هي رياضته المفضلة الأخرى، حيث مارسها تحت أقواس الساحة الحكومية حيث تعلم كيفية وضع قفازاته تحت إشراف عمي (عمه) الطاهر من نادي الملاكمة الجزائري.
ملتزمًا بالمشهد الأدبي والثقافي، كان الهادي فليسي أحد الأعضاء المؤسسين لاتحاد الكتاب الجزائريين (UEA)، الذي تأسس في 28 أكتوبر 1963. ضم الاتحاد عند إنشائه شخصيات بارزة مثل مولود معمري الذي شغل منصب الرئيس، وجان سيناك كأمين عام، وقدور محمصاجي نائبًا للأمين العام، إضافة إلى أعضاء مثل مراد بوربون وأحمد صفطة.
لم يقتصر نشاط الهادي على المجال الأدبي فقط، بل كان أيضًا نائب رئيس جمعية العنقاوية، التي كان يرأسها الفنان الراحل بوجمعة العنقيس، وعضوًا في لجنة محبي الموسيقى التابعة لنفس الجمعية الثقافية والفنية الشعبية. وقدمت الجمعية طلب الموافقة على تأسيسها في يونيو 1982.

## النضال السياسي
ترك الهادي دراسته في عام 1954 والتحق بحركة اتحاد الشباب الديمقراطي الجزائري، وانضم في الوقت ذاته إلى فرع الشباب الشيوعي والمجال الصحفي عبر جريدة الجزائر الجمهورية. كان هدفه الأساسي إشراك شباب القصبة، وخاصة زملاءه في مدرسة "السروي". في أحد الأيام، ارتجل لقاءً مؤثرًا جذب انتباه جميع رفاقه، حيث قال بحماس: «علينا أن نشارك!». ثم تحدث عن اتحاد الشباب الديمقراطي الجزائري(أوجدا)، أول منظمة شبابية في الجزائر، موضحًا أهدافها وتأكيده على ضرورة توحيد الجهود مع جمعية يقودها الشيوعيون. ثم استعرض الهادي أمامهم قيادات الحزب الشيوعي الجزائري (PCA) وأهدافه، مشيرًا إلى شخصيات بارزة مثل هنري مايو، وهنري علاق (صاحب كتاب السؤال)، وبلقاسم حنون، ومصطفى سعدون وغيرهم. كان هدفه بعيد المدى يتمثل في تجنيد أكبر عدد ممكن من شباب القصبة لتشكيل نواة سرية، تُدرب وتُعدّ لحمل السلاح عندما يحين الوقت. لاحقًا، اصطحبهم إلى «ركن الخميس»، وهو فضاء مخصص للتدريب السياسي والنشاط، تنظمه جريدة الجزائر الجمهورية، حيث شارك في حملات توعوية وسياسية على مدى عدة أشهر.
تألفت أنشطة أعضاء "أوجدا" بشكل رئيسي من نشطاء شباب، وتركزت على التوزيع الفعّال للمنشورات الصادرة عن صحيفة الجزائر الجمهورية. لعب هؤلاء الشباب المتفانون دورًا إعلاميًا وإقناعيًا كبيرًا، حيث دعوا إلى تعبئة شاملة لا يمكن إنكارها، وبرز هذا الدور بوضوح خلال الإضراب العام في 19 مايو 1956. كان الهدف منع الوصول إلى المدارس والثانويات في العاصمة، وحثّ الشباب على الاستجابة لدعوة الثورة الجزائرية.
قاد الهادي أعضاء الجمعية إلى قلب مظاهرات حزب الشعب الجزائري ضد قوات الأمن الجمهورية (CRS). تعلم أتباع "أوجدا" أثناء تدريبهم كيفية تحضير قنابل المولوتوف باستخدام زجاجات أورانجينا المملوءة بالبنزين، والتي كان الكبار يستخدمونها ضد قوات الأمن الجمهورية. بالإضافة إلى ذلك، وقعوا على عدة عرائض ووزعوا صحيفة ليبرتي، الجريدة المركزية للحزب الشيوعي الجزائري، وقاموا ببيعها.
كان من مهام هؤلاء النشطاء أيضًا الإشراف على الأطفال والشباب وتعليمهم في المدارس المهجورة، لحمايتهم من الابتزازات العشوائية والقاتلة التي تمارسها منظمة الجيش السري (OAS).
وفي مهرجان وارسو الدولي للشباب عام 1955، تسلق الطالب الهادي فليسي تمثالًا في ساحة المدينة ورفع العلم الجزائري وسط تصفيق آلاف الطلاب من جميع أنحاء العالم، في موقف يُجسّد الشجاعة والتحدي.
في عام 1956، ألق مديرية مراقبة الأراضي ( DST الفرنسية) القبض على الهادي وحُبس، بعد استجواب صارم، في سجن بربروس (سركاجي حاليًا) لمدة عام. وحكمت عليه السلطة الاستعمارية بالإعدام، وتم العفو عنه أخيرًا لأنه كان قاصرًا. إن إقامته في السجن لم تشتته ولم تبعده عن قناعاته ولا عن أهدافه التي كان هدفها الحصول على استقلال الجزائر.
وَبَعد خروجه من السّجن قرَّر استئناف الدراسة في الطب، وعمل مستشارًا لقايد أحمد الَّذِي كَان مسؤول جهاز حزب جبهة التحرير الوطنيّ من 1962 إلى 1963.
عضو المجلس الاستشاري الوطني سنة 1993

## طبيب الفقراء
في عام 1964، استأنف الهادي فليسي دراساته الطبية، وناقش أطروحته للدكتوراه في عام 1967، ثم أتم سنة من التخصص في الطب النفسي قبل أن يتحول إلى طب الأطفال. عمل لسنوات في مستشفى مصطفى باشا، ثم في مستشفى بارني (التي سُمّي لاحقًا نفيسة حمود)، قبل أن يستقر ويفتتح عيادته الخاصة في 24 شارع عمار علي.
كان محبًا للأطفال، يبذل قصارى جهده لرعايتهم، ولم يقتصر عمله على عيادته فقط، بل تطوع لدعم الأطفال المحتاجين، سواء في حياتهم المدرسية أو اليومية. احتضن الهادي الأطفال الذين يعانون من الضيق، وفهم احتياجات المراهقين، ويتقمص وجدانيًا مع الشباب العاطلين عن العمل.
في موقف طريف، كان يوقف سيارته أمام مكتبه رغم وجود مرآب قريب، لأنه كان واثقًا من أنها لن تتعرض للسرقة أو الأذى. في الواقع، كانت سيارته بمثابة مخبأ مؤقت لبائعي التبغ في الشوارع، إذ كانوا يفتحون صندوقها لإخفاء بضائعهم عند مرور الشرطة.
عُرف الهادي بلقب "طبيب الفقراء"، وكان لديه طريقته الخاصة في التعامل مع مرضاه المحتاجين، خاصة النساء المسنات، اللواتي كنّ يشكّلن جزءًا كبيرًا من مرضاه. لم يكن يرفض استقبالهن، لأنه كان يعلم أن رفضه قد يمنعهن من العودة للعلاج. بدلاً من ذلك، كان يسألهن عن مهاراتهن في الطبخ، ويدعوهن للعودة بطبق أو حلوى.
كانت هذه المبادلة تسعد المرضى، ويعودون دائمًا، بينما هو بدوره كان يقدم الهدايا التي يتلقاها إلى آخرين أكثر حاجة. لقد جسّد الهادي مثال الطبيب الإنساني الذي لم يكتفِ بالطب كعلم، بل مارسه كفن من فنون العطاء والكرم.

## رجل الأدب
بدأ يشعر بحاجته إلى الكتابة أثناء سجنه في سركاجي عام 1956، حيث أفصح عن هذه الرغبة لصديقه فرحات شرقيت، الذي اغتيل لاحقًا على يد الإرهاب. قال الهادي: «العزلة تخلق الحاجة إلى التواصل، السجين يحمل الحقيقة، ولهذا هو محبوس»، كما نُقل عنه في جريدة المجاهد عام 1985.
في زنزانته، التقى مفدي زكريا، كاتب النشيد الوطني الجزائري «قسّما»، وكان لهذا اللقاء تأثير عميق على مسيرته الأدبية. تأثرت أعمال الهادي بتيارات شعرية مثل كاتب ياسين ومالك حداد، وأيضًا جان سيناك ومحمد ديب، لكنه استطاع أن يجد صوته الخاص، مجسدًا ثقافة القصبة، الحب، الرياضة، وأغانيها الشعبية.
كان يكتب بأسلوب مرن لا يقيّده نوع أدبي محدد، بل اعتبر الكتابة وسيلة للتواصل، وليس غاية في حد ذاتها. استخدم الشعر لتوسيع نطاق رسائله، كما فعل عند كتابة قصيدته بعد اغتيال باتريس لومومبا، وفضّل السجل الأدبي المختصر الذي يسمح بسد الفجوة بين الماضي والحاضر.
صرّح في مقابلة مع الثورة الإفريقية [الفرنسية]: «كل كتابة أيديولوجية، ولا يمكن أن تكون بريئة. كتاباتي دائمًا عكست أيديولوجية جبهة التحرير الوطني، لأن الأدب مثل المسرح والسينما والرياضة، بناء فوقي.»
في عام 1989، تجرأ الهادي على انتقاد حكومة العقيد علنًا، قائلاً في ظهور له على الإذاعة الوطنية: «لا نريد العقداء هنا، فليعودوا إلى ثكناتهم.»
الهادي فليسي لم يكن فقط كاتبًا، بل كان ناشطًا ثقافيًا واجتماعيًا. شارك في تأسيس مشاريع مثل مؤسسة كاسباه، وكان نائب رئيسها. كما حلم بإنشاء دار نشر تُسمى "سارة الطبعة"، لطباعة الكتب بأسعار رمزية.

## الإغتيال
لكن مصيره كان مأساويًا، إذ اغتيل في مكتبه الطبي في 17 مارس 1993، في المنزل ذاته الذي وُلد فيه قبل 56 عامًا. ورغم التهديدات، ظل يقول لأحبائه: «في القصبة، أنا آمن، لا يمكن أن يصلني شيء.» ولكنه كان مخطئًا. وقد نفذ الاغتيال ثلاثة أشخاص تظاهروا بأنهم مرضى.

## الحياة الشخصية
تزوج من فاطمة الزهراء فليسي التي تترأس جمعية ضحايا الإرهاب بعد اغتياله.

## مؤلفات
صدرت لَه عدَّة أَعمَال أدبية منها:
- «شغف إنسان» (شعر)[2] (بالفرنسية: La passion humaine)‏، طبعات جي. ميليا مارتن، باريس، 1956
- «الجور والمملكة»(شعر)[2] (بالفرنسية: La démesure et le royaume)‏، طبعات الشركة الوطنية للنشر والتوزيع، الجزائر، 1969
- المرتزقة (مسرح)[2]، طبعات الشركة الوطنية للنشر والتوزيع، الجزائر، 1973
- محكمة المعجزات (مسرح)[2]، طبعات الشركة الوطنية للنشر والتوزيع، الجزائر، 1978
- «اضطراب الأمواج»[2] (قصص قصيرة)، طبعات الشركة الوطنية للنشر والتوزيع، 1982
- «نييران المنحدر»[2] (قصص قصيرة)، طبعات الشركة الوطنية للنشر والتوزيع، 1982
- «الظلمة المضاءة» (قصص)[2] (بالفرنسية: Clair-obscur)‏ – المؤسسة الوطنية للكتاب 1984
- «من يتذكر مارغريت»[2] (وقائع) – المؤسسة الوطنية للكتاب 1984
- «تحت مشارف الأيام الغابرة»[2] (بالفرنسية: Sous les terrasses d'antan: chronique du temps qui passe)‏ – المؤسسة الوطنية للكتاب 1985
- «زمن الندبات» (بالفرنسية: Le temps des cicatrices)‏[fr 1]– المؤسسة الوطنية للكتاب الجزائر 1986، ترجمها أنطوان موصلي إلى العربية تحت عنوان «عنف وعنفوان»[2]

## تكريم
- تسمية مستشفى القطار في واد قريش بالعاصمة باسمه.
- يحمل مسرح الهواء الطلق بالعاصمة اسمه.[fr 2][9]

## الملاحظات
1. ↑  ألواح تزلج مرتجلة، مصنوعة باستخدام قطع من الخشب مرتبة في صلبان قابلة للإزالة، على بكرات كروية، والتي يتعين عليك الانحناء عليها ودفعك للبدء، بشكل عام، في منحدرات خطيرة إلى حد ما
2. ↑  زجاجة لمشروب البرتقال من إنتاج محلي
3. ↑  المقصود هنا العقيد الشاذلي بن جديد رئيس الجزائر آنذاك